# 萨尔皮
萨尔皮（Sarpi），是印度西孟加拉邦Barddhaman县的一个城镇。总人口8897（2001年）。

## 人口
该地2001年总人口8897人，其中男性6182人，女性2715人；0—6岁人口764人，其中男412人，女352人；识字率38.29%，其中男性为34.18%，女性为47.66%。